# 田中虹子
田中 虹子（たなか にじこ、1972年2月10日 - ）は、日本の元AV女優。

## 人物
- 趣味：生花・料理[1]

## 略歴
1992年にアリスJAPANよりAVデビューを果たす。雰囲気から大人系のAV女優として人気になる。役としては女教師、秘書、人妻ものの作品が多い。後半になると、SM系の作品への出演となった。
1994年に引退した。

## 作品

### アダルトビデオ
- びしょ濡れ美人秘書 （1992年11月27日、アリスJAPAN）
- フラッシュパラダイス（1993年1月1日、アリスJAPAN）
- 思わず青すじ（1993年2月5日、アリスJAPAN）
- 若妻どれい４（1993年2月26日、シャイ企画）
- 性態改造　失神ファイナル・カウント・ダウン （1993年3月19日、HRC）
- ボディコン乱れ射ち（1993年4月4日、宇宙企画）
- 狙われた女教師6（1993年5月14日、シャイ企画）
- 被虐の悦び　鎖につながれた恋人達（1993年6月18日、HRC）
- 奥までご乱心…　若妻はお熱いのがお好き（1993年6月28日、Hmp）共演：有森麗、水島沙織
- 狂った性欲　なめられた女教師（1993年7月6日、Hmp）
- Phantom Lady 3魔性の誘惑（1993年10月29日、シネマジック)
- Tokyo Crime Zome 肉体捜査線（1993年12月23日、シネマジック)
- 性態改造（1994年2月6日、HRC）